# Сардоне-Муно (Салерно)
Сардоне-Муно је насеље у Италији у округу Салерно, региону Кампанија.
Према процени из 2011. у насељу је живело 262 становника. Насеље се налази на надморској висини од 154 м.